# Eric Gales
Eric Gales (Memphis (Tennessee), 29 oktober 1974) is een blues- en rockgitarist. Hij heeft al albums uitgebracht vanaf zijn zestiende jaar en speelt ook als sessiemuzikant op veel platen van andere artiesten.  

## Biografie
De muziek van Eric Gales wordt vaak vergeleken met die van Jimi Hendrix, maar zijn muziek bevat ook moderne, popachtige elementen. Hij is rechtshandig, maar hij heeft het gitaarspelen geleerd van zijn broer die linkshandig is. Daardoor heeft hij zich aangeleerd om ook linkshandig te spelen, net zoals Hendrix deed. Toen Gales elf jaar was, heeft hij een blues-talentenjacht gewonnen. Enkele jaren later kreeg hij een platencontract bij het Elektra-label en in 1991 werd zijn debuutalbum The Eric Gales Band uitgebracht. Zijn broer Eugene zingt en speelt basgitaar op dit album. 
In 1991 stond hij op nummer 9 in de Amerikaanse Mainstream Rock-charts met het rocknummer Sign of the storm en in 1993 bereikte hij nummer 31 met Pralized. In 1993 verscheen zijn tweede album Picture of a Thousand Faces. In1996 bracht hij samen met zijn beide broers Eugene (bas) en Manuel (drums) onder de naam The Gales Brothers het album Left Hand Band uit. In 2001 verscheen het album That’s what I am, dat is geproduceerd door de punkproducer Geza X (werkelijke naam Geza Gedeon). Op dat album staat onder andere een versie van Foxy Lady van Jimi Hendrix. 
In 2009 verscheen het verzamelalbum Layin’ Down the Blues en in 2012 het instrumentale album Ghost Notes, met onder meer een bewerking van  Amazing Grace. In 2014 bracht hij het album Good for Sumthin’ uit. Dat album is geproduceerd door de zanger, tekstdichter en producer Raphael Saadiq. De jazzfusiongitarist  Eric Johnson en metalgitarist Zakk Wylde speelden mee als gastmuzikant. In 2013 werd een album uitgebracht van het trio Pinnick Gales Pridgen, bestaande uit Eric Gales, Doug Pinnick (bas en zang) en Thomas Pridgen (drums). In 2014 werd een tweede deel van dit album uitgebracht. 
In de zomer van 2016 verscheen het live-album A Night on the Sunset Strip. Deze concertregistratie is ook op dvd verschenen. Op dat album staat o.a. een versie van Miss You van the Rolling Stones. Op het volgende studioalbum Middle of the Road uit 2017 speelden onder meer de blues- en rockmuzikanten Gary Clark jr., Lance Lopez en Christone “Kingfish” Ingram. Dit was het eerste album van Eric Gales dat in de Billboard Blues Albums-charts verscheen. Het album bereikte nummer 4. In februari 2019 werd zijn album Bookends uitgebracht, dat is geproduceerd door Matt Wallace, die onder meer gewerkt heeft met Faith No More, 3 Doors Down, Blackberry Smoke en Maroon 5.  Dat album kwam nieuw binnen op de eerste plek in de Billboard Blues Albums charts. 
Gales heeft op veel platen gespeeld, waaronder tribute-albums van Robert Johnson, Jimi Hendrix, Allman Brothers Band, Eric Clapton en Led Zeppelin. Op Woodstock 1994 trad hij samen op met Carlos Santana. Hij nam in 2008 deel aan een aantal Tribute to Jimi Hendrix-concerten, samen met onder meer Billy Cox (voormalig basgitarist van Jimi Hendrix & Band of Gypsys) en Mitch Mitchell (oud-drummer van de Jimi Hendrix Experience). In 2012 is hij op tournee geweest met bassist T. M. Stevens en drummer Keith LeBlank, onder de naam LSG. De dvd die van deze concerten is uitgebracht hebben ze Voodoo Child genoemd. Eric Gales gaat in het voorjaar van 2019 op tournee met Walter Trout. Hij speelde op 15 juni 2019 op het Holland International Blues Festival in Grolloo (Drenthe).
Tot zijn fans mag Eric Gales grootheden als Carlos Santana, Dave Navarro en Joe Bonamassa rekenen. Laatstgenoemde noemt Gales ‘misschien wel de beste gitarist ter wereld’. Zelf blijft hij er bescheiden onder: ‘Vastgesteld is dat ik een beetje kan spelen - een heel klein beetje.’ Wie de linkshandige virtuoos ooit over de snaren zag razen, weet dat dat een understatement van jewelste is. Maar valse bescheidenheid is het niet, want de gitaarheld vindt oprecht dat hij nog steeds kan bijleren. Om zichzelf uit te dagen verlegt Gales telkens weer zijn grenzen. Zo werkte hij eerder met de rapgroepen Prophet Posse en Three 6 Mafia, uit zijn geboorteplaats Memphis, en nodigde hij op zijn in 2019 verschenen album The Bookends gasten uit als Doyle Bramhall II en Beth Hart. Datzelfde jaar won Gales de Blues Music Award voor Blues Rock Artist of the Year. Zijn laatste album Crown verscheen onlangs en werd geproduceerd door Joe Bonamassa.

## Discografie

### Albums

#### The Eric Gales Band
- The Eric Gales Band  (1991)
- Picture of a Thousand Faces (1993)

#### The Gales Brothers
- The Gales Brothers: Left Hand Brand (1996)
- That's What I Am (2001)

#### Eric Gales
- Crystal Vision (2006)
- The Psychedelic Underground (2007)
- The Story of My Life (2008)
- Layin' Down the Blues (2009)
- Relentless (2010)
- Transformation (2011)
- Live (2012)
- Good for Sumthin (2014)
- A Night on the Sunset Strip, two discs (2016)
- Middle of the Road (2017)
- The Bookends (2019)
- Crown (2022)

#### Eric Gales Trio
Ghost Notes (2013)

#### Pinnick Gales Pridgen
- Pinnick Gales Pridgen (2013)
- PGP2 (2014)

### Singles
- Sign of the storm (1991)
- Ressurection (1991)
- Take a look deep inside of you (1993)
- Paralyzed (1993)
- Handwriting on the wall (2001)
- Boogie Man (2017)

- Bibliothèque nationale de France: cb16250594x (data)
- International Standard Name Identifier: 0000 0000 4649 3147
- Library of Congress Control Number: no2002020456
- MusicBrainz: c1611f46-7e50-48c1-a8c8-28aa8a63a818
- Système universitaire de documentation: 158361547
- Virtual International Authority File: 41503847
- WorldCat: E39PBJj4ycmFXM4qjftmpCHpyd